# Manu Sánchez
Manuel Sánchez Vázquez, més conegut com a Manu o Manu Sánchez (Dos Hermanas, Sevilla, 5 de setembre de 1985), és un humorista, actor, presentador i empresari espanyol.

## Carrera professional
Manu Sánchez es va donar a conèixer en la televisió autonòmica andalusa, Canal Sur, en programes com Hagamos el humor, dirigit per Tomás Summers i Germán Ameave i presentat per Guillermo Summers i Yvonne Reyes. Entre 2006 i 2007 va presentar el seu primer programa, De la mano de Manu(Canal Sur), format per diverses seccions: monòlegs, entrevistes a diferents personatges famosos, reportatges al carrer, entrevistes fictícies en clau d'humor a personatges ja morts i actuacions en directe. Entre els seus col·laboradors estan: Dieguito, Silvia Medina i Rakel Winchester. Durant la programació especial de la Nadal de 2006 Manu va protagonitzar diversos programes especials en Canal Sur.
Posteriorment, va conduir el programa Colga2 con Manu, emès a Canal Sur 2 i que tractava els temes d'actualitat en clau d'humor. Alguns dels seus col·laboradors van ser: Inés la maga, Miguel Ángel Rodríguez "El Sevilla", l'actor José Mari, Valérie Tasso la sexòloga i el filòsof David Vico.
Durant l'estiu de 2009 va dirigir el programa Andaluces, somos más y mejores per Canal Sur. per a Canal Sur. En aquest programa, Manu tenia la missió d'acabar amb els tòpics i estereotips d'Andalusia.
Des de 2009 dirigeix i presenta La semana más larga, programa setmanal emès per Canal Sur 2 els dimecres a partir de les 22.15, i que compta amb col·laboradors com El Sevilla, Valérie Tasso, David Vico el filòsof i la model Anabel Armario. En 2013 la cadena decideix cancel·lar el programa i prescindir de Manu Sánchez a causa de retallades pressupostàries.
L'any 2011 col·labora amb Miguel Ángel Rodríguez "El Sevilla" i el seu grup musical Mojinos Escozíos en una cançó del seu nou àlbum, anomenat Mená chatruá.
Presenta, al costat de l'equip de Canal Sur TV, els quarts de final, semifinal i gran final del COAC 2011 i 2012 al Gran Teatro Falla de Cadis. L'any 2012 participa en el pregó de Niña Pastori del Carnestoltes de Cadis d'aquest any en la Plaça de San Antonio.
En l'estiu de 2012 presenta Satán y Eva a Canal Sur al costat de la model i presentadora Eva González. Un programa d'humor basat en vídeos d'arxiu que recopilen els millors moments viscuts en la cadena pública.
Després de la seva sortida de Canal Sur, Manu Sánchez col·labora ocasionalment a Zapeando, el programa de zàping de laSexta i el 9 de novembre de 2013 estrena la seva obra de teatre El rey Solo. Mi reino por un puchero.
D'octubre de 2014, i durant uns mesos, participa com a col·laborador a Anda ya, programa matinal de Los 40 Principales.
Des d'abril de 2015 i fins a juny de 2015 va ser director i presentà El último mono, un late night show setmanal emès per laSexta. Després del seu pas per la cadena nacional estrena a l'octubre de 2015 El último santo, la seva segona obra teatral amb la qual continua de gira, espectacle en el qual encarna al mateix Satán per a anunciar l'arribada de l'Apocalipsi. En aquest mateix mes s'incorpora com a col·laborador a l'equip de Cadena SER on analitza setmanalment l'actualitat en el programa La Ventana Andalucía amb el seu perfil social més compromès.
L'abril de 2016 comença com a presentador a Vuelta y vuelta, un programa de reportatges setmanal emès per Canal Sur. Segons la productora del programa “16 escalones”, és un programa de reportatges en clau d'humor que té com a objectiu mostrar una perspectiva d'Andalusia, i de temes de la comunitat, des de la qual mai abans s'havia retratat.
Manu Sánchez s'uneix en 2017 a l'equip d' All you need is love... o no, programa de televisió espanyol produït per Zeppelin TV i emès en Telecinco. Està presentat per Risto Mejide en col·laboració amb Irene Junquera, David Guapo i América Valenzuela.
El novembre de 2017 presenta el seu primer llibre, Surnormal profundo, un llibre humorístic sobre l'andalús i temes d'actualitat. i el març de 2018 el seu segon treball literari, Confesión de un ateo y cofrade. Primer pregón heterodoxo de la Semana Santa de Sevilla, un llibre que recull el discurs pronunciat per l'humorista al març de 2017 com a clausura del cicle “Apócrifos e integrados. La Semana Santa heterodoxa", a més de contingut inèdit.
Entre una publicació i una altra, Manu s'embarca en un nou projecte teatral, el tercer, El buen dictador, comèdia que posa completa la trilogia monarquia-església-estat després de l'èxit collit per El rey Solo. Mi reino por un puchero i El último santo. Es va estrenar el desembre de 2017.
Al febrer de 2018 la Delegació del Govern de la Junta d'Andalusia a Sevilla li concedeix la Bandera d'Andalusia amb motiu del 28 de febrer, dia d'Andalusia.
El maigo de 2018 participa com a concursant a Bailando con las estrellas, programa de ball de TVE, amb la ballarina Mireya Arizmendi com a parella.
Al setembre de 2018 es fa càrrec, al costat de Fran Ronquillo, de La cámara de los balones espai d'humor, actualitat i esport de Cadena SER Andalusia.Aquest mateix mes, s'anuncia també la seva participació en la setena edició de Tu cara me suena d'Antena 3.
El gener de 2019 s'uneix com a col·laborador a La Ventana, dirigida per Carles Francino Murgades a la Cadena SER, amb una secció setmanal d'actualitat i opinió anomenada 'La ventana del sur'.

## Televisió
- Hagamos el humor (2005)
- De la mano de Manu (2006-2007)
- Colga2 con Manu (2008-2009)
- Andaluces, somos más y mejores (2009)
- La semana más larga (2009-2013)
- Saque bola (2011)
- Satán y Eva (2012)
- Zapeando (2013-2015)
- El último mono (2015)
- Vuelta y vuelta (2016)
- All you need is love... o no (2017)
- Bailando con las estrellas (2018)
- Tu cara me suena (2018-2019)
- La mejor canción jamás cantada (2019)
- ¿Juegas o qué? (2019 - present)

## Teatre
- El rey Solo. Mi reino por un puchero (2013-actualment)
- El último santo (2015-actualment)
- El buen dictador (2017-actualment)

## Radio
- Col·laborador a Anda ya de Los 40 Principales (2014)
- Columnista a La Ventana Andalucía de Cadena SER (2015-actualment)
- Director i presentador a La cámara de los balones Andalucía de Radio Sevilla Cadena SER (2018-actualment)
- Columnista a La Ventana de Cadena SER (2019-actualment)

## Llibres
- Surnormal profundo, Editorial Aguilar, Madrid, 2017. ISBN 978-84-035-1831-5.
- Confesión de un ateo y cofrade. Primer pregón heterodoxo de la Semana Santa de Sevilla, El Paseo Editorial, Sevilla, 2018. ISBN 978-84-948112-2-7